# Каллахан і Мерфі
Каллахан і Мерфі (англ. The Callahans and the Murphys) — американська комедійна драма режисера Джорджа У. Хілла 1927 року.

## Сюжет
Місіс Каллахан і місіс Мерфі, ворогуючі домогосподарки, які працюють, щоб тримати контроль над своїми багатьма дітьми. Ден Мерфі закохується в Еллен Каллахан, а потім зникає після вагітності Еллен. Місіс Каллахан вирішує прийняти дитину, щоб врятувати репутацію дочки.

## У ролях
- Марі Дресслер — місіс Каллахан
- Поллі Моран — місіс Мерфі
- Саллі О'Ніл — Еллен Каллахан
- Лоуренс Грей — Ден Мерфі
- Едді Гріббон — Джин Каллахан
- Френк Куррьє — дідусь Каллахан
- Гертруда Олмстед — Моніка Мерфі
- Тернер Севадж — Тіммі Каллахан
- Джекі Кумбс — Терренс Каллахан
- Енн Ширлі — Мері Каллахан
- Монті О'Грейді — Мішель Каллахан
- Том Льюїс — містер Мерфі